# پومرانی

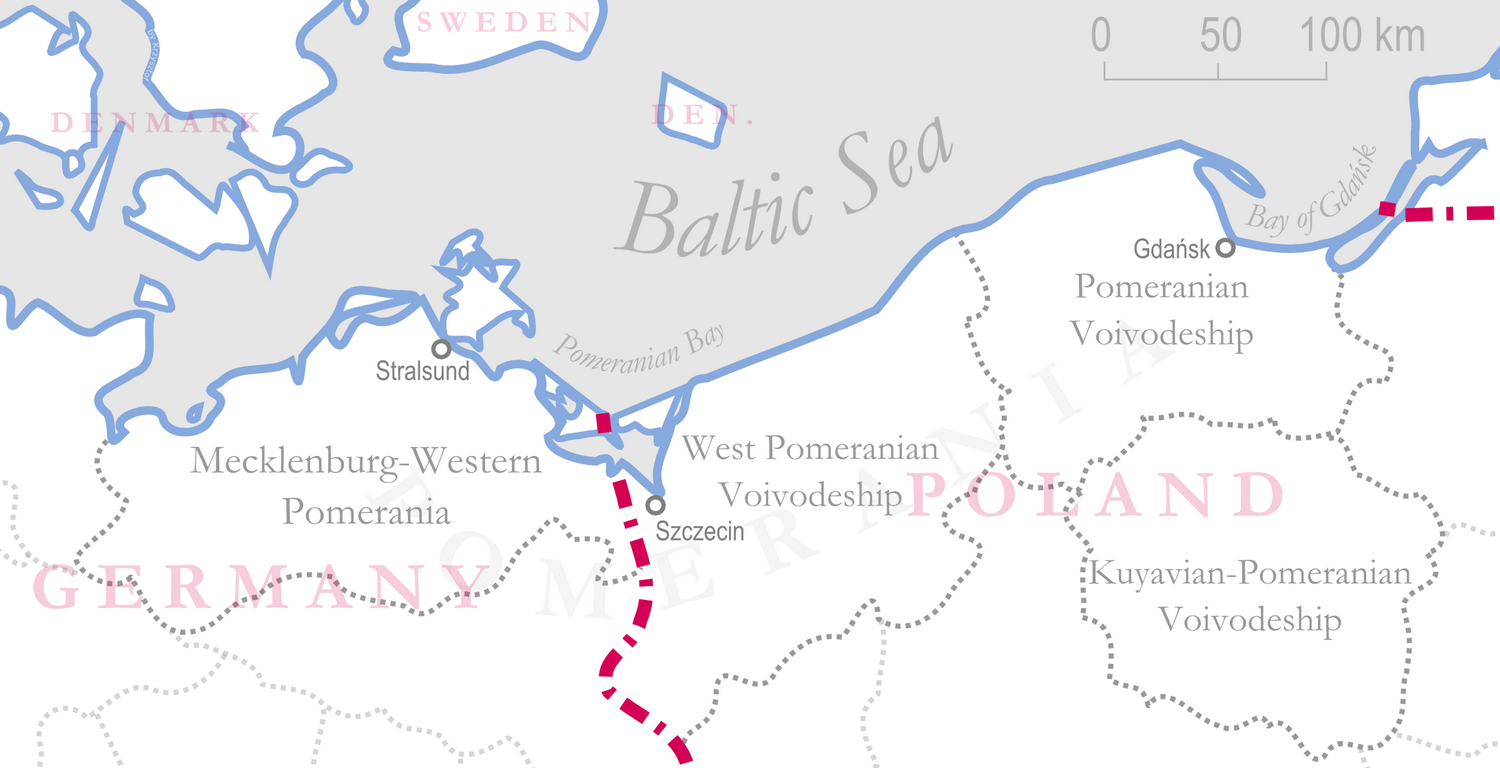
تقسیمات سیاسی کنونی پومرانی

پومِرانی یا پومِرانیا (به آلمانی: Pommern، به لهستانی: Pomorze، به لاتین: Pomerania یا Pomorania) منطقه‌ای تاریخی واقع در کرانهٔ جنوبی دریای بالتیک است. این سرزمین امروزه میان دو کشور آلمان و لهستان تقسیم شده‌است و بیشتر آن در کشور لهستان قرار دارد.
محدودهٔ سرزمین پومِرانی از سمت غرب تقریباً از رکنیتز در نزدیکی اشترالزوند آغاز و در امتداد دلتای رود اودر (اُدر) در نزدیکی شچچین به‌سوی مصب رود ویستولا در حوالی گدانسک در شرق گسترانیده شده‌است. ساکنان این سرزمین را عمدتاً لهستانی‌ها، آلمانی‌ها و کاشوبی‌ها تشکیل می‌دهند. پومِرانی شدیداً تحت تأثیر مرزبندی‌ها و جابجایی‌های جمعیتیِ قرن بیستم قرار گرفت.

## شهرهای پومِرانی با جمعیت بیش از ۵۰٬۰۰۰ نفر
- گدانسک (۴۵۸٬۹۸۸، لهستان)
- شچچین (۴۱۶٬۹۸۸، لهستان)
- گدنیا (۲۵۳٬۵۲۱، لهستان)
- کُشالین (۱۱۲٬۳۷۵، لهستان)
- سووپسک (۱۰۲٬۳۷۰، لهستان)
- سوپوت (۴۶٬۰۰۰، لهستان)

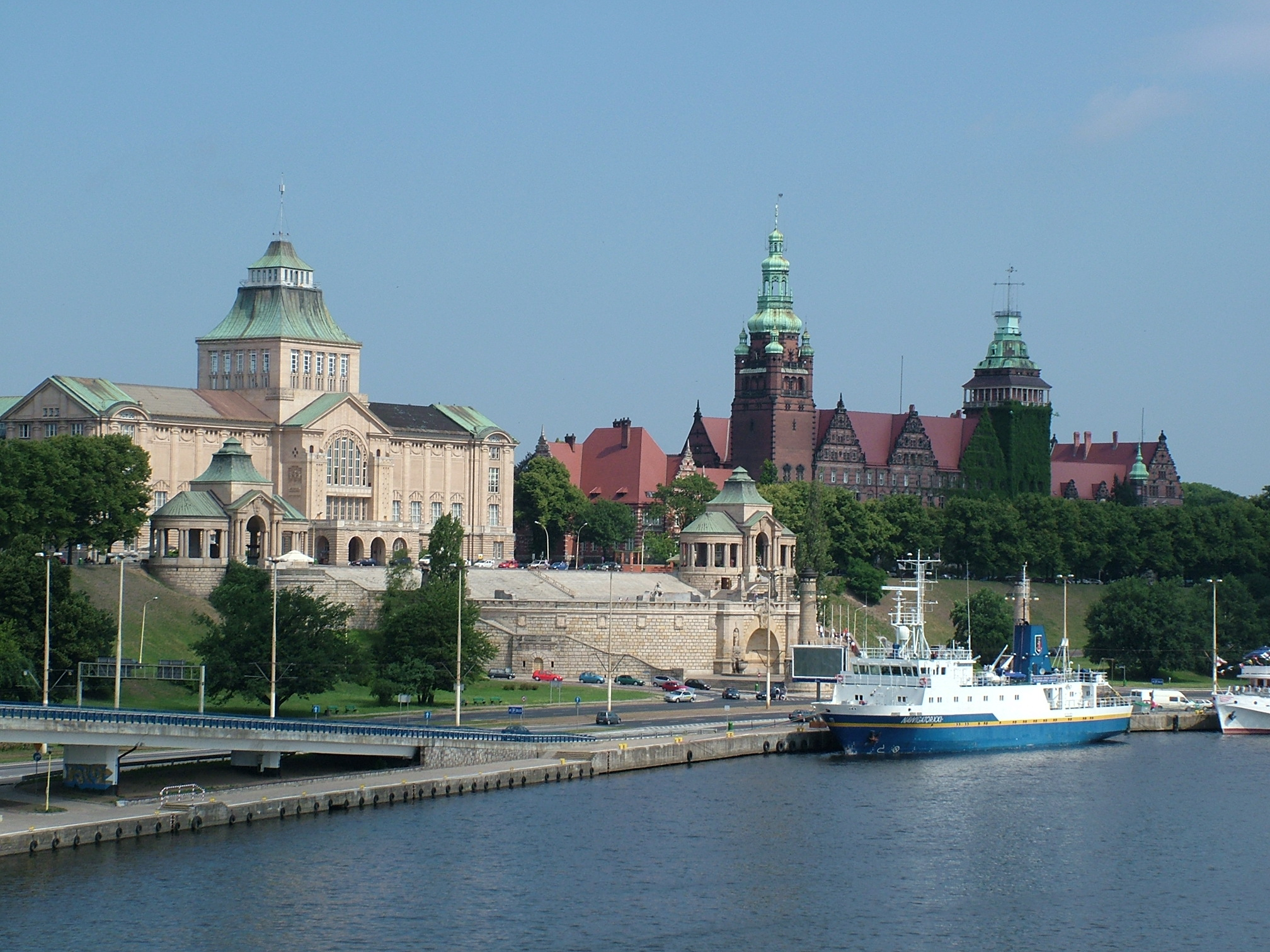
مرکز قدیمی شهری پومرانی (شچچین بر کرانهٔ رود اودر)

- استارگارت اشچچینسکی (۷۲٬۰۰۰، لهستان)
- اشترالزوند (۵۷٬۶۱۳، آلمان)
- گرایفسوالد (۵۲٬۹۸۴، آلمان)